# Tritomaria
Tritomaria là một chi rêu trong họ Jungermanniaceae.